# Bahon (Haiti)
Bahon (haitianisch-kreolisch: Bawon) ist eine Gemeinde (commune) in Haïti, gelegen im Département du Nord.

## Geschichte
Im Jahr 1910 plante Präsident François Antoine Simon den Bau von Eisenbahnstrecken, die unter anderem Cap-Haïtien mit Port-au-Prince verbinden sollten. Tatsächlich entstanden jedoch nur drei Teilabschnitte, von denen einer Cap-Haïtien über Grande-Rivière-du-Nord mit Bahon verband. Die Eisenbahnstrecken wurde im Jahr 1915 wieder stillgelegt.
Bahon erhielt im Jahr 1932 den offiziellen Status einer Gemeinde Haitis.
Im Jahr 2011 wurde Bahon an das nationale Elektrizitätsnetz angeschlossen.

## Lage und Beschreibung
Die Gemeinde Bahon liegt im Bergland des Montagne Noir.
Neben dem Stadtzentrum Ville de Bahon bestehen drei ländliche Gemeindebezirke:
1. Bois Pin mit Charon, La Fito, La Vertu, Mompoint, Obéissance, Platon-Bois Pin und Saint-Malon,
2. Bailla mit Bail, Canivet, Chéry, Lacéré, Lancoste, Lori, Mariane, Plaine-Baille, Platon und Platon-Bail sowie
3. Montagne Noire mit Desravines, La Hatte, Nan Curie und Rivière.

Unweit der Gemeinde verläuft die Route Nationale RN-3, über die Saint-Raphael in einer Entfernung von 23 Kilometern im Südwesten zu erreichen ist.
Eine Verbindung an die Nordküste Haitis ist nach Cap-Haïtien entlang der historischen Bahnlinie gegeben. Die auf sehr schlechten Pisten zu überwindende Entfernung beträgt gut 40 Kilometer. 